# 鸭巴前胡
鸭巴前胡（学名：Angelica decursiva f. albiflora）为伞形科当归属紫花前胡下的一个变型。

## 扩展阅读
- 維基物種上的相關：鸭巴前胡